# Shim Eun-jung
Shim Eun-jung (kor. 심은정; * 8. Juni 1971) ist eine ehemalige Badmintonspielerin aus Südkorea.

## Sportliche Karriere
Shim Eun-jung gewann die Bronzemedaille im Damendoppel bei den Olympischen Sommerspielen 1992 gemeinsam mit ihrer Partnerin Gil Young-ah. Des Weiteren siegte sie bei den Asienspielen, Chinese Taipei Open und Hong Kong Open. Beim Uber Cup 1992 wurde sie Mannschaftsweltmeisterin.

## Sportliche Erfolge
| Saison | Veranstaltung  | Disziplin   | Platz | Name                           |
| ------ | -------------- | ----------- | ----- | ------------------------------ |
| 1991   | US Open        | Damendoppel | 1     | Shim Eun-jung / Kang Bok-seung |
| 1991   | US Open        | Dameneinzel | 1     | Shim Eun-jung                  |
| 1991   | US Open        | Mixed       | 1     | Lee Sang-bok / Shim Eun-jung   |
| 1991   | Hong Kong Open | Mixed       | 1     | Lee Sang-Bok / Shim Eun-Jung   |
| 1992   | Uber Cup       | Team        | 1     | Südkorea                       |
| 1992   | Olympia        | Damendoppel | 3     | Shim Eun-Jung / Gil Young-ah   |
| 1994   | Asienspiele    | Damendoppel | 1     | Shim Eun-Jung / Jang Hye-Ock   |
| 1995   | China Open     | Mixed       | 2     | Shim Eun Jung / Park Joo Bong  |